# Marcello Camilucci
Marcello Camilucci (Padova, 5 marzo 1910 – Roma, 26 marzo 2000) è stato un critico letterario e scrittore italiano.

## Biografia
Laureato in Lettere, insegnò Letteratura Romena all'Università Cattolica del Sacro Cuore di Milano e alla Sapienza di Roma. Fece parte del Consiglio di Amministrazione della RAI-TV e dell'Eri e fu Consigliere e Presidente nazionale dell'Unione Cattolica Artisti Italiani.
Narratore, moralista, fra i più attivi rappresentanti della cultura cattolica del suo tempo, diresse la rivista Persona con Adriano Grande.
Collaborò a vari periodici; tra cui: Osservatore Romano, L'Avvenire d'Italia, Studium, Ragguaglio Librario e Vita e Pensiero.

## Opere (parziale)
- “La vita e l’opera di Panait Cerna” – Istituto Europa Orientale – 1953
- “Favole o quasi” – Istituto Propaganda Libraria – 1955
- “ Apologhi” – Editrice Ave – 1957
- Commento dei Canti XII dell’Inferno, XI del Purgatorio, XXV e XXXIII del Paradiso – edizioni ERI e Marzorati
- “La Casa” – Romanzo – Editore Ceschina, Milano – 1960
- “Gli uomini che saranno” – Romanzo per ragazzi – SEI Torino – 1963
- “Roma nei poeti e prosatori contemporanei” – Antologia (pag.120) – Istituto di Studi Romani – 1964
- “Il Pensiero”  - Antologia di poeti romeni tradotti – Editrice “Isola d’Oro”, Napoli – 1956
- “I giochi dei morti” – Cinque racconti con sette litografie originali di Arnoldo Ciarrocchi– Istituto d’Arte di Urbino – 1968
- “Dialogo della terra e della luna”  di G.Leopardi -  Presentazione critica con una acquaforte originale di A.Ciarrocchi – Editore De Luca, Roma – 1968
- “Né angelo né bestia” – Centoventi favole illustrate con altrettanti disegni di J.Haynal (pag.250) - Editore De Luca, Roma – 1969
- “Impossibili ma vere” – Cinque racconti con tre incisioni originali di Mino Maccari – Editore Bucciarelli, Ancona – 1969
- “Lettera al Postero” –  Con un disegno di M.Piazzolla - Editrice “Isola d’Oro”, Napoli – 1970
- “Tra il fuoco e la luce” – Poesie con illustrazioni di D.Pettinelli – Società Edizioni Nuove, Roma – 1970
- “Il viaggiatore curioso” – Testimonianze critiche (pag.364) – Editrice Bietti, Milano – 1971
- “Biografia minima” – Centro d’Arte e Cultura “L’Airone, Capua – 1971
- “La Vacanza” – Racconti metafisici (pag.200) – Pellegrini Editore, Cosenza – 1975
- “Il Bambino Antico” – Poesie – Editore Rebellato, Padova – 1977
- “Ragionevoli Follie”- Poesie (pag.116) – Editrice Città Armoniosa, Reggio Emilia – 1979
- “Gli Spiriti dell’aria” – Poesie (pag.28) – Panda Edizioni, Noventa Padovana – 1981
- “Favolelli ed enigmi” – con quattro acqueforti originali di R.Brindisi - Istituto d’Arte di Urbino – 1982
- “La Marea e il Cielo” – Poesie (pag.124) – Libreria Editrice Vaticana – 1982
- “Briciole” – Antologia di poesie e di prosa di varia umanità- I.P.S. , Roma – 1983
- “San Francesco e storie della sua vita” – Saggio critico, a cura dell’Accademia dei Disuniti di Orte – 1983
- “La leggenda del Grande Contestatore” – Fantaparadossi (pag.124) – Serarcangeli Editore, Roma – 1988
- “Calendario perpetuo del poeta” –  Poesie (pag.197) – Gardini Editore in Pisa – 1990
- “Nell’infinita aurora del tramonto” – Poesie (pag.67) – Istituto Propaganda Libraria, Milano – 1992
- “Pellegrini nel tempo” – Saggio sulla poesia con semplificazioni liriche con quattro incisioni originali di S.Milluzzo – Editore e grafico A.Ribichini, Castelplanio (Jesi) – 1992
- “I Cento Detti dello Sciamano Rosso” – Città Nuova, Roma – 1994
- “Carnet Minore di Dio” – Città Nuova, Roma - 1994
- “L’Idea di un Bestiario” – Città Nuova, Roma - 1994
- “La Parola dell’Angelo” – Città Nuova, Roma - 1994
- “Il piccolo rosario laico” – Città Nuova, Roma - 1995
- “Omnis potestas a Deo” – Città Nuova, Roma – 1996
- “La cantilena dell’homo selvatico” – Città Nuova, Roma – 1997
- “Della preghiera” – (pag.255) – Città Nuova, Roma – 1998
- “Gnomica” – Poesie e aforismi (pag.20) – Città Nuova, Roma – 1998
- “Magnificat” – Scritti spirituali con icone di M.Silvestri – 1998
- “Le Teofanie” – Scritti spirituali con icone di M.Silvestri – 1998